# Liste des évêques d'Uromi
Liste des évêques d'Uromi
(Dioecesis Uromiensis)

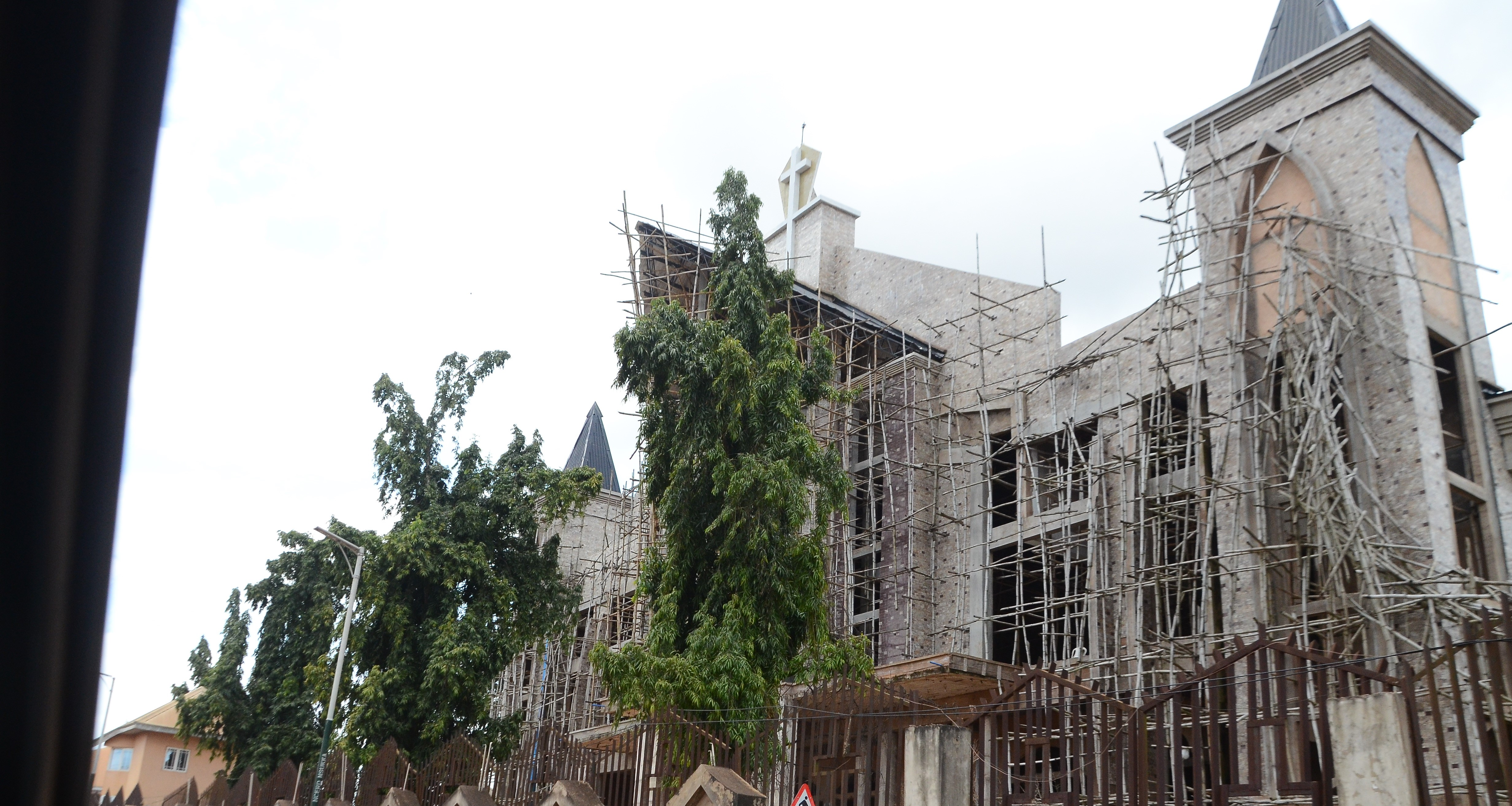
Église catholique Saint-Antoine, Uromi

L'évêché nigérian d'Uromi est créé le 14 décembre 2005 par détachement de l'archevêché de Benin City.

## Sont évêques
- 14 décembre 2005-18 mars 2011 : Augustine Akubeze (Augustine Obiora Akubeze)
- depuis le 18 mars 2011 : siège vacant

## Sources
- L'ANNUAIRE PONTIFICAL, sur le site http://www.catholic-hierarchy.org, à la page